# M. 포코라
마티외 토타(Matthieu Tota, 1985년 9월 26일 ~ )는 프랑스의 가수, 싱어송라이터, 댄스 음악가이다. M. 포코라(M. Pokora) 또는 맷 포코라(Matt Pokora)라는 이름으로 잘 알려져 있다. 링크업의 일원으로도 활동했었다. 아버지는 전직 축구 선수 안드레 토타.

## 디스코그래피

### 링크업
- Notre étoile (2003)

### 스튜디오 음반
- M. Pokora (2004)
- Player (2006)
- MP3 (2008)
- Mise à jour / Updated / Mise à jour Version 2.0 (2010, 2011)
- À la poursuite du bonheur (2012)